# 佐多忠隆
佐多 忠隆（さた ただたか、1904年6月4日 - 1980年4月23日）は、日本の政治家。参議院議員（3期）。

## 来歴・人物
鹿児島県鹿児島市生まれ。同市下荒田町出身。佐多直正の次男として生まれる。後の鹿児島市長平瀬實武は、地元の小学校と学舎の2年先輩。旧制鹿児島県立第一鹿児島中学校を経て、1925年旧制第七高等学校造士館文科を卒業。七高時代は佐野博らとともにサークル「鶴鳴会」（かくめいかい）に参加。東大に進学し、新人会で活動。1928年東京帝国大学経済学部卒業。大学卒業後は「中央公論」などの雑誌に評論を書いていたが、1935年内閣調査局（内閣企画院の前身）に入り、次いで第2次近衛内閣のもとで企画院調査官に就任し勝間田清一、和田博雄とともに同政権の「経済新体制」の策定に関与するが、企画院事件により治安維持法違反の嫌疑で検挙、投獄された。保釈後は迫水久常の世話で熊本県人吉市を訪れ鉱山会社の常務に就く。
第二次世界大戦後は大内兵衛の誘いでNHKに入って庶務部長を務め、1947年片山内閣の経済安定本部財政金融局長に就任。1949年退官。1950年6月第2回参議院議員通常選挙で鹿児島選挙区に日本社会党から出馬し当選。以降1956年7月の第6回参議院議員通常選挙まで連続3期にわたり当選し、参院懲罰委員長のほか党では外交委員長、国際局長などを歴任して「政策通」として知られ、左派社会党書記長に就任した和田を勝間田とともに補佐した。1968年7月の第8回参議院議員通常選挙で落選。
1974年秋の叙勲で勲二等旭日重光章受章。
1980年4月23日午後9時30分、心筋梗塞のため東京都新宿区市ヶ谷河田町の自宅で死去、享年75歳。死没日をもって正六位から正四位に叙される。

## 家族
佐多家は鹿児島県士族で、知覧島津家第18代当主島津久峰（薩摩藩第5代藩主島津継豊三男）から分かれた傍流である。陸軍中将の佐多武彦、旧制府立大阪医科大学（現在の大阪大学医学部の前身）学長を務めた佐多愛彦はそれぞれ忠隆の叔父である。